# Aslantaş und Yılantaş
Koordinaten: 39° 2′ 54″ N, 30° 31′ 24″ O
Aslantaş (auch Arslantaş, türkisch Löwenstein) und Yılantaş (Schlangenstein) sind zwei phrygische Felskammergräber im phrygischen Tal, etwa 40 Kilometer nördlich von Afyon im Landkreis İhsaniye der zentraltürkischen Provinz Afyonkarahisar.
Aslantaş wurde 1882 vom schottischen Archäologen William Mitchell Ramsay entdeckt. Es ist in einen zehn Meter hohen Felsblock gehauen. Auf halber Höhe liegt die Grabkammer, beidseitig bewacht von zwei stehenden Löwenfiguren. Auf der Höhe der Kammer befinden sich zwei weitere, kleinere, liegende Löwenfiguren, die wegen ihres schlechten Erhaltungszustands schwer zu erkennen sind. Der türkische Archäologe Ekrem Akurgal erkennt in ihnen ionische Einflüsse und datiert das Monument deshalb auf das 6. Jahrhundert v. Chr.
Wenige hundert Meter entfernt liegt Yılantaş, ein eingestürztes Exemplar gleicher Art. Der Name rührt von der Tatsache her, dass die einheimischen Bauern die herabgefallenen Löwenpranken für Schlangendarstellungen hielten.
Nicht weit entfernt liegt die ebenfalls phrygische Kultfassade Maltaş

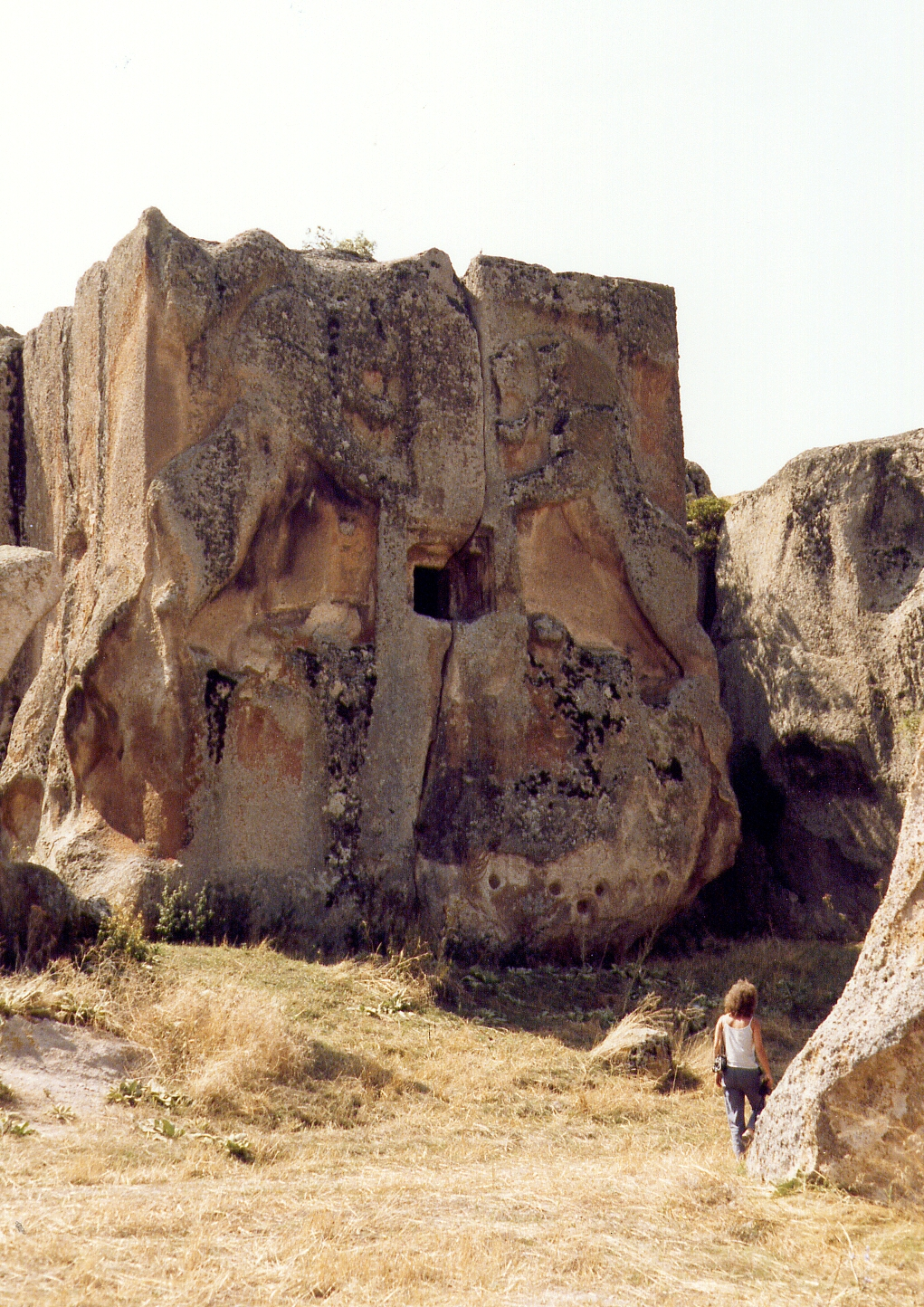
Aslantaş
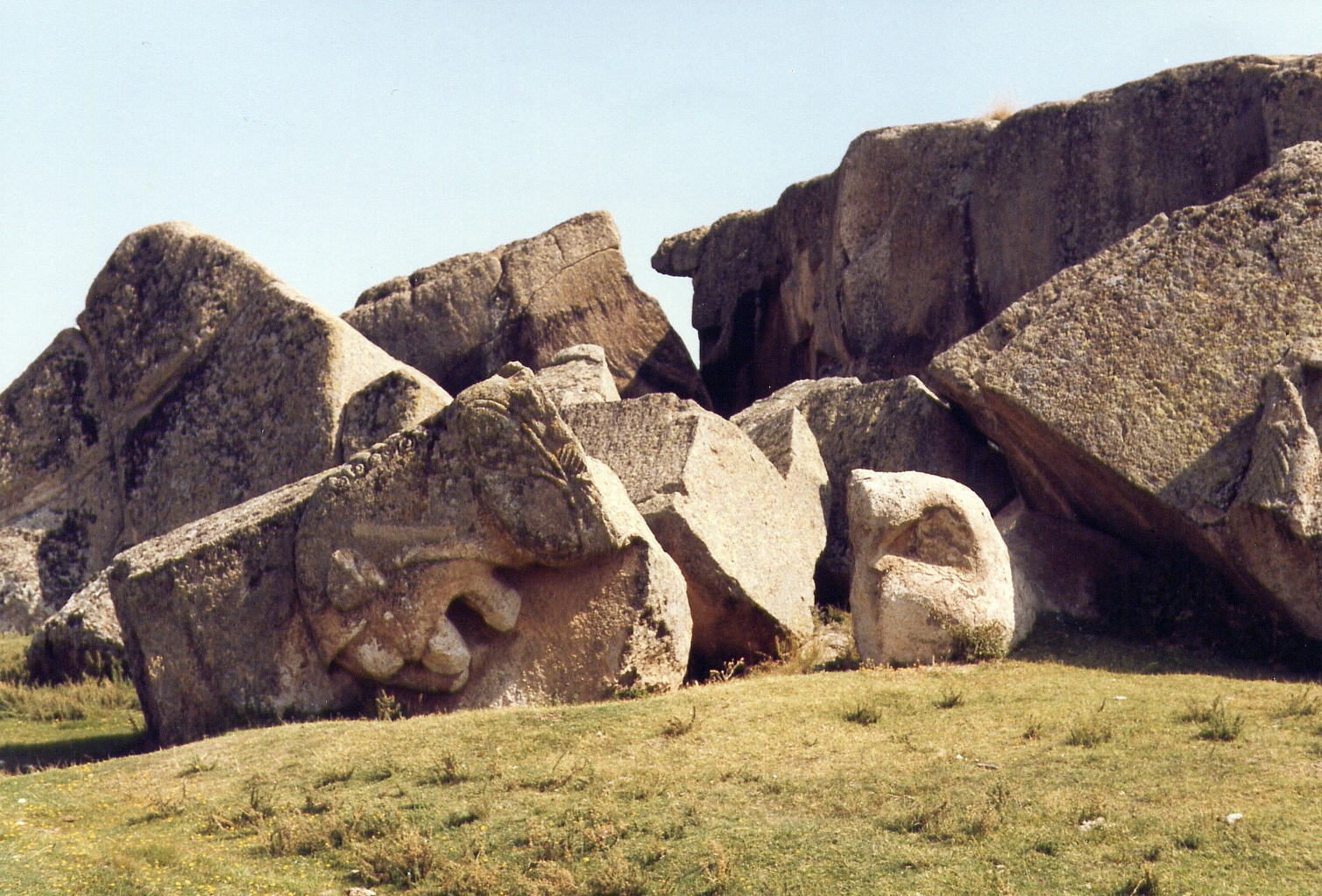
Yılantaş